# Ивановка (Заларинский район)
Ивановка —  упразднённый в 2004 году населённый пункт (тип: участок) в Заларинском районе Иркутской области России.  Входила на год упразднения в состав Моисеевского сельского поселения.

## Географическое положение
Находилась примерно в 12 километрах западнее села Моисеевка.

## История
Ранее в населённом пункте насчитывалось около 250 дворов. В 1970-х в стране проводилась политика объединения колхозно-совхозных хозяйств и деревень.  После этого начался упадок деревни, население её стало стремительно сокращаться, и к 1982 году осталась лишь одна жительница, Варвара Михайловна Ивкина. 
В 2002 году, во время Всероссийской переписи населения, Варвара Ивкина была занесена в отчётные бланки как единственная жительница Ивановки. Однако в марте этого же года она скончалась. В доме Варвары Ивкиной, единственном пригодном для проживания в бывшем населённом пункте, периодически (по данным на 2016 год) проживают лесорубы
Упразднен населённый пункт в 2004 году в связи с отсутствием постоянно проживающего населения
.